# Шарлевіль (футбольний клуб)
«Шарлевіль» (фр. OFC Charleville-Mézières) — французький футбольний клуб з міста Шарлевіль-Мезьєр, Арденни. Клуб приймає своїх суперників на «Стад дю Петі-Буа», що вміщує 3 000 глядачів. В даний час виступає на аматорському регіональному рівні: у сезоні 2020/21 грає в третій регіональній лізі Гранд-Ест (8-й рівень).

## Історія
Клуб був заснований в 1904 році під назвою Club Ardennais, після чого кілька разів змінював свою назву. Клуб став професіональним в 1935 році і грав у другому дивізіоні Франції до 1939 року (найкращий результат — 6-те місце у 1937 році).
1936 року «Шарлевіль» вийшов у фінал Кубка Франції. Там їм належало зустрітися з майбутнім чемпіоном Франції того сезону, столичним «Расінгом». Завдяки своїй захисній тактиці команда змогла дійти до фіналу, де боролася на рівних, але все ж програла 0:1. Це залишається найголовнішим досягненням клубу на сьогоднішній день.
Після Другої світової війни «Шарлевілю» не вдалося повернути собі професійний статус. Тривалий час клуб грав у нижчих регіональних лігах, а у 1985 році вийшов у третій дивізіон. У 1992 році клуб повернувся до Дивізіону 2 після більш ніж півстоліття перерви, знову ставши професіональним клубом. Там клуб провів ще п'ять років.
У жовтні 1997 року клуб через банкрутство було відправлено до 6 за рівнем дивізіону.

## Досягнення
Кубок Франції
- Фіналіст: 1936